# Organisation africaine de la propriété intellectuelle
 (janvier 2020).
Si vous disposez d'ouvrages ou d'articles de référence ou si vous connaissez des sites web de qualité traitant du thème abordé ici, merci de compléter l'article en donnant les références utiles à sa vérifiabilité et en les liant à la section « Notes et références ».
L'Organisation africaine de la propriété intellectuelle (OAPI) est un organisme intergouvernemental regroupant dix-sept États africains, chargé de protéger de manière uniforme les droits de propriété intellectuelle sur les territoires de ces États, notamment par la délivrance de titres de protection des droits de propriété industrielle en tant qu'office des brevets.

## Historique de l'organisation
L'idée de création de l'Organisation africaine de la propriété intellectuelle vient de l'initiative des chefs d’État des anciennes colonies françaises. Après l'indépendance de ces jeunes États d'Afrique francophones, le dépôt des marques pour l'ensemble de ces pays était assuré par l'Institut national de la propriété industrielle (INPI). Voulant s'affranchir de cette dépendance vis-à-vis de la France, ces chefs d’État se sont réunis à Antananarivo, à Madagascar, où ils ont décidé la création de plusieurs institutions dont l'Organisation Africaine et Malgache de la Propriété Industrielle (OAMPI).[réf. nécessaire]
À la conférence de 13 septembre 1962, est signé à Libreville au Gabon, entre douze chefs d'État et de gouvernement, l'accord portant création de l'Office africain et malgache de la propriété industrielle (OAMPI). L'accord initial regroupait le Cameroun, le Congo, la Côte d’Ivoire, le Dahomey (actuel Bénin), le Gabon, la Haute-Volta (devenue Burkina Faso), la Mauritanie, Madagascar, le Niger, la République centrafricaine, le Sénégal et le Tchad. Par la suite, le Togo rejoint l'OAMPI en 1967.
Cet accord est révisé à Bangui (République centrafricaine), le 2 mars 1977, pour donner naissance à l'Organisation africaine de la propriété intellectuelle (OAPI) : l'OAPI se substitue à l'OAMPI pour tenir compte du retrait de Madagascar. L'organisation voit ses compétences élargies au domaine de la propriété littéraire et artistique.
Le 24 février 1999, l'accord de Bangui est à son tour révisé. Cette révision, entrée en vigueur le 28 février 2002, renforce la créativité et la protection des droits de propriété intellectuelle pour garantir les investissements, faciliter le transfert de technologie et contribuer ainsi à la croissance économique des États membres.
En 2015, avec l'accord de Bangui instituant une organisation africaine de la propriété intellectuelle, acte du 14 décembre 2015, les États membres ont étendu les missions de l'OAPI à la promotion de l'innovation, ainsi qu'à la protection des expressions culturelles et savoir traditionnels. Les annexes de cet Acte concernant les indications géographiques, la propriété littéraire et artistique, la concurrence déloyale et les obtentions végétales sont entrées en vigueur le 14 novembre 2020.

## États membres
L'accord de Bangui, qui régit le fonctionnement de l'OAPI et précise le contenu de la législation uniforme, a été ratifié par les États suivants :
1. Bénin
2. Burkina Faso
3. Cameroun (depuis le 8 février 1982)
4. République centrafricaine (depuis le 8 février 1982)
5. Comores (depuis le 25 mai 2013)
6. République du Congo (depuis le 8 février 1982)
7. Côte d'Ivoire (depuis le 8 février 1982)
8. Gabon (depuis le 8 février 1982)
9. Guinée (depuis le 13 janvier 1990)
10. Guinée-Bissau (depuis le 8 juillet 1998)
11. Guinée équatoriale (depuis le 23 novembre 2000)
12. Mali (depuis le 30 septembre 1984)
13. Mauritanie (depuis le 8 février 1982)
14. Niger (depuis le 8 février 1982)
15. Sénégal (depuis le 8 février 1982)
16. Tchad
17. Togo (depuis le 8 février 1982)

## Objectifs
L’OAPI est chargée de :
1. Mettre en œuvre et appliquer les procédures administratives communes découlant d'un système uniforme de protection de la propriété industrielle ainsi que de conventions internationales dans ce domaine auxquels les États membres de l'organisation ont adhéré et de rendre des services en rapport avec la propriété industrielle ;
2. Contribuer à la promotion de la protection de la propriété littéraire et artistique en tant qu'expression de valeurs culturelles et sociales ;
3. Susciter la création d'organismes de gestion collective dans les États membres où de tels organismes n'existent pas ;
4. Centraliser, coordonner et diffuser des informations relatives à la protection de la propriété littéraire et artistique ;
5. Promouvoir le développement économique des États membres, notamment par une protection efficace de la propriété intellectuelle et des droits connexes ;
6. Assurer la formation en matière de propriété intellectuelle ;
7. Réaliser toute autre mission en rapport avec son objectif que pourraient lui confier les États membres ;
8. Promouvoir l'innovation technologique et la créativité ;
9. Promouvoir la protection des indications géographiques ;
10. Promouvoir la protection des expressions culturelles traditionnelles ;
11. Promouvoir la protection des savoirs traditionnels.

## Fonctionnement
L'Organisation a trois organes : le conseil d'administration, la commission supérieure de recours et la direction générale.

### Le conseil d'administration
Le conseil d’administration est composé de représentants des États membres de l’OAPI.
Il a notamment pour fonction d'établir des règlements pour la mise en œuvre de l'accord, d'établir le règlement financier et les honoraires à payer et de superviser la mise en œuvre de ces règlements. Il peut également élaborer des règlements nécessaires à la mise en œuvre de traités internationaux auxquels les États membres de l'OAPI sont parties.
Le Conseil d'administration se réunit d'ordinaire chaque année, mais des sessions extraordinaires peuvent être convoquées à tout moment.
En principe, les décisions (« résolutions ») y sont prises à la majorité simple. Toutefois les décisions relatives à l'application des lois, à la mise en œuvre de traités internationaux ou à la conclusion d'accords de validation avec d'autres offices de la propriété intellectuelle requièrent l'unanimité.

### La commission supérieure de recours
La Commission supérieure de recours est composée de trois membres choisis par tirage au sort sur une liste de représentants désignés par les États membres.
Elle a pour mission de statuer en deuxième instance sur les décisions rendues en première instance par l'OAPI : elle se prononce sur les recours formés contre les rejets (de demandes de titre de propriété industrielle, de demandes de maintien ou de prolongation de la durée de protection et de demandes de restauration) et contre les décisions concernant les oppositions et les revendications de propriété.

### La direction générale
La direction générale est placée sous l'autorité du directeur général nommé pour cinq ans et renouvelable une seule fois.
Elle est responsable du travail exécutif de l'organisation. Il est responsable des activités quotidiennes de l'organisation et exécute les décisions du conseil d'administration et les autres tâches découlant des dispositions de l'accord.
Un centre d'arbitrage rattaché à la direction générale est chargé de promouvoir le règlement extrajudiciaire des litiges de propriété intellectuelle.

## Textes et accords internationaux
- La convention de Paris : la Convention pour la protection de la propriété industrielle fut signée à Paris le 20 mars 1883. C’est la plus vieille convention administrée par l’OMPI (Organisation Mondiale de la Propriété Industrielle) en matière de propriété industrielle. Elle comptait à l’origine onze pays membres, mais aujourd’hui, elle est ratifiée par près de deux cents pays. Elle pose les grands principes et régit la protection internationale de la propriété industrielle. Son texte a connu plusieurs modifications  dont la dernière a eu lieu à Stockholm, le 14 juillet 1967[7].
- La convention de Berne : établie le 9 octobre 1886 à Berne, et révisée à de nombreuses reprises, dont la dernière date de 1971 à Paris, la Convention de Berne de 1886 pour la protection des œuvres de la propriété littéraire et artistique est administrée, à l’instar de la Convention de Paris, par l’OMPI. Cette convention régit le droit de l’auteur sur son œuvre. Elle pose les grands principes et régit la protection internationale de la propriété littéraire et artistique. Elle fixe les règles minimales de protection des auteurs que les parties contractantes ont l’obligation d’intégrer dans leur législation interne. La Convention de Berne énumère également, de façon non exhaustive, les œuvres éligibles à la protection au titre du droit d’auteur. Les pays de l’Union sont tenus de protéger les œuvres ainsi énumérées par leur législation nationale tout comme celles qui, quoique ne figurant pas sur la liste, sont néanmoins considérées comme étant des créations de l’esprit entrant dans la catégorie des œuvres littéraires et artistiques[7].
- L’accord sur les ADPIC : adopté le 15 avril 1994 à Marrakech, cet Accord est le résultat des négociations commerciales multilatérales du cycle d’Uruguay menées dans le cadre du GATT, qui ont abouti à la création de l’Organisation Mondiale du Commerce. Tous les États membres de l’OAPI  ont adhéré à l’Accord sur les ADPIC. Le but de l’Accord sur les ADPIC est d’harmoniser les normes de protection de la propriété intellectuelle au niveau mondial. L’Accord sur les ADPIC comporte des dispositions des normes minimales de protection régissant les différents secteurs de la propriété intellectuelle (droit d’auteur et droits connexes, brevets d’invention, marques, indications géographiques, dessins ou modèles industriels, etc.). En outre, l’Accord sur les ADPIC établit l’obligation générale pour les États contractants de prévoir, dans le cadre de leur système judiciaire ordinaire, des procédures loyales et rapides d’application des droits de propriété intellectuelle en cas d’atteinte à ces droits. Ces procédures comprennent des mesures correctives rapides destinées à la fois à empêcher toute atteinte ultérieure et à offrir une compensation adéquate au titulaire du droit, toute décision administrative finale devant pouvoir faire l’objet d’une révision par une autorité judiciaire. Cette obligation générale est assortie de règles spécifiques sur : les procédures et mesures correctives civiles et administratives; les mesures provisoires; les mesures à la frontière; les procédures pénales[7]

## Champ d'application du traité
L’Accord de Bangui couvre les brevets d'invention, les modèles d’utilité, les marques, les dessins et modèles industriels, les noms commerciaux, les indications géographiques, la propriété littéraire et artistique (droit d’auteur), la protection contre la concurrence déloyale, les schémas de configuration (ou topographies) des circuits intégrés et les obtentions végétales.

### Les brevets
Les questions de brevets sont traitées à l'annexe I de l'accord de Bangui. Les demandes de brevet doivent être déposées auprès de l’OAPI. Les États membres peuvent également exiger que les demandeurs domiciliés sur le territoire d'un État membre déposent d'abord leur demande auprès de l'administration nationale (bureau de liaison OAPI) de l'État membre. Dans ce cas, la demande doit être transmise à l'OAPI par l'administration nationale dans un délai de cinq jours.
Les pays membres de l’OAPI sont également membres de la Convention de Paris, du traité de Budapest, du traité de coopération sur les brevets (PCT) et de l'accord ADPIC.

### Marques
L'accord de Bangui, à l'annexe III, prévoit la protection des marques, y compris les marques de service, et des marques notoires. Des dispositions spécifiques sont prévues pour l’enregistrement des marques collectives.
Depuis 2015, l'OAPI est membre du Système de Madrid, qui permet aux titulaires de marques de protéger leurs produits au moyen d’une seule demande internationale couvrant plus de 100 pays.

### Noms commerciaux
L'annexe V de l'accord de Bangui prévoit la protection des noms commerciaux (dénominations sous lesquelles sont connus des établissements commerciaux, industriels, artisanaux, agricoles ou exerçant une autre activité économique).

### Indications géographiques
L'annexe VI de l'accord de Bangui prévoit la protection des indications géographiques.
Le 15 décembre 2022, l'OAPI a adhéré à l'Acte de Genève de l'Arrangement de Lisbonne, qui permet d'enregistrer une indication géographique dans tous les pays membres de l'Acte à travers un dossier unique d'enregistrement.

### Dessin ou Modèle Industriel
Les questions de dessins ou modèles industriels sont traitées à l'annexe IV de l'accord de Bangui. Les demandes de dessin ou modèle doivent être déposées auprès de l’OAPI ou auprès du ministère de l’État membre responsable de la propriété industrielle. Dans ce dernier cas, le ministère doit transmettre la demande au bureau de l’OAPI dans un délai de cinq jours.
L'OAPI est également membre de l'Arrangement de La Haye concernant l'enregistrement international des dessins et modèles industriels. En tant que telle, la protection de la conception dans les États membres de l’OAPI peut être obtenue soit via une application OAPI, soit via une application internationale sous le régime de La Haye, désignant l’OAPI.